# Ozava Dzsiszaburó

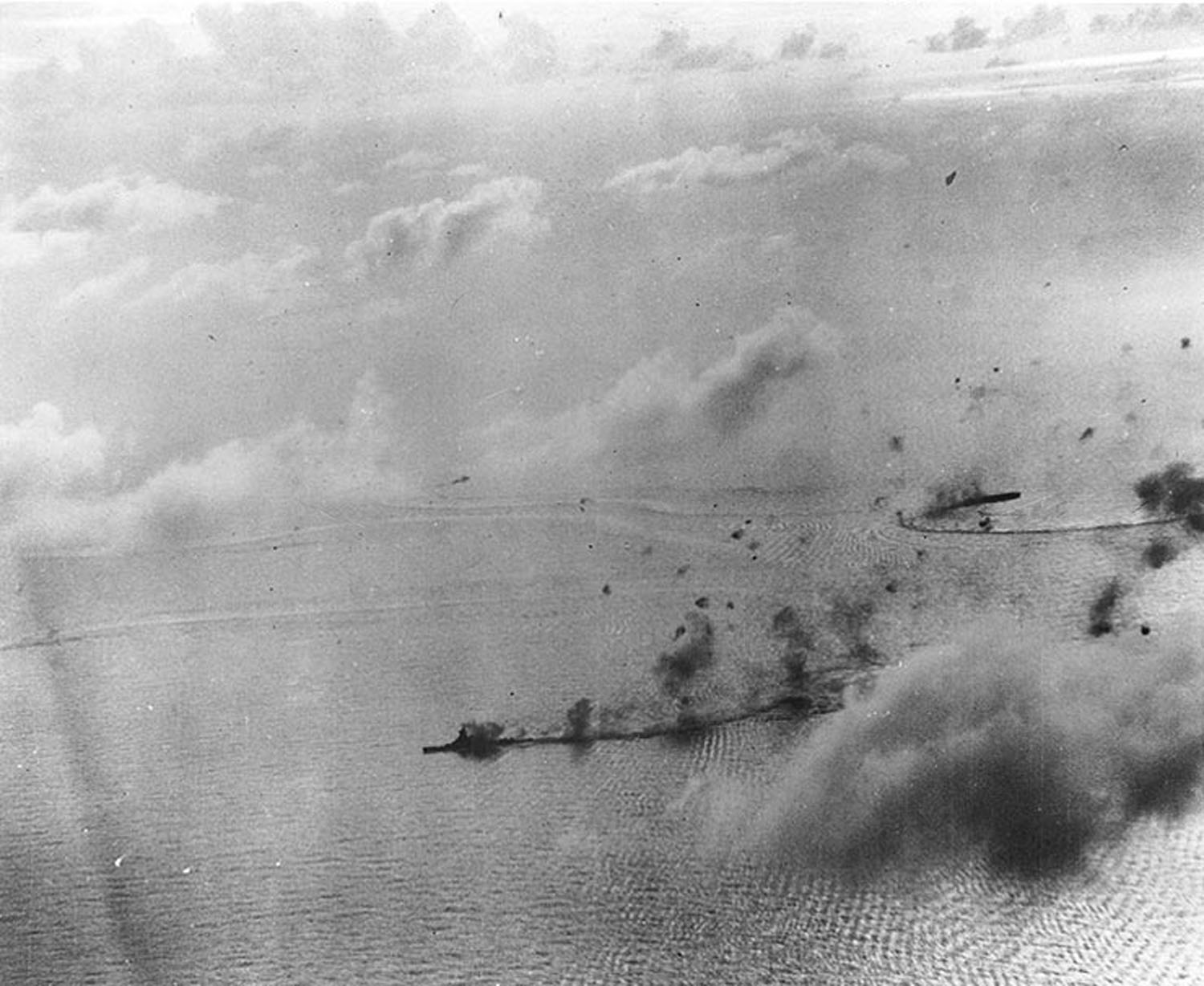
A Kongó japán hadihajó támadás alatt a Filippínó-tengeri csatában 1944. június 20-án

Ozava Dzsiszaburó (小沢治三郎, nyugaton Jisaburō Ozawa) (1886. október 2. – 1966. november 9.) japán altengernagy a Japán Császári Haditengerészetben a második világháború idején. Ő volt az utolsó, akit kineveztek a japán Egyesített flotta (rengó kantai) parancsnokának. Több történész szerint egyike volt a legkiválóbb japán flottaparancsnokoknak.
1909-ben végezte el a Japán Haditengerészeti Akadémiát, annak 37. évfolyamán végzett. 1936-ra eljutott az ellentengernagyi rendfokozatig. 1937-ben kinevezték az egyesült flotta személyzetének élére, 1940-ben pedig előléptették altengernaggyá, és őt tették meg a Japán Haditengerészeti Akadémia elnökének.
Egyike volt a légierő tengeri alkalmazásának legfőbb támogatóinak. Japán szemmel mérten extrém, 2 méteres testmagassága miatt emberei a Vízköpő becenévvel illették, és a haditengerészet három legrondább tengernagya közé sorolták. Híres volt az emberei iránti könyörületességéről és jó parancsnoknak tartották.
Pearl Harbor megtámadása után őt bízták meg a Dél-kínai-tengeren folyó hadműveletek vezetésével. 1942 januárjától márciusig flottája részt vett a jávai és a szumátrai inváziókban.
Noha kezdeményezőkész vezetőnek tartották, nem bírt a számbeli és technológiai fölényben levő amerikai haditengerészettel. Az 1942-ben rá bízott 3. japán flotta repülőgép-hordozóinak repülőereje súlyos veszteségeket szenvedtek el 1944 júniusában a Filippínó-tengeri csatában a Raymond Spruance vezette 5. amerikai flottától, ahol közel négyszáz repülőgépet vesztett el. A tengeri ütközet után Okinavára vonult vissza, s benyújtotta lemondását, de ezt nem fogadták el.
Az 1944. október 23–26. között a Leyte-öbölnél és Kelet-Fülöp-szigeteknél megvívott tengeri ütközetekben hordozói mint repülőerejük nélküli csalétkek játszottak szerepet, elvonva Halsey flottáját Kurita támadóerejétől, aki így kis híján be tudta vezetni flottaerejét MacArthur Leyténél partra szálló csapataihoz.
1945. május 29-én elfogadta a flotta főparancsnoki kinevezését, ezt a beosztást a háború végéig betöltötte. Nem fogadta el a beosztással járó rendfokozati kinevezést, mindvégig altengernagyi rendfokozatban maradt a flotta feloszlatásáig.
1966-ban hunyt el, 80 éves korában.